# (35584) 1998 HY46
1998 HY46 (asteroide 35584) é um asteroide da cintura principal. Possui uma excentricidade de 0.12753530 e uma inclinação de 13.37843º.
Este asteroide foi descoberto no dia 20 de abril de 1998 por LINEAR em Socorro.